# Dinocephalus alboguttatus
Dinocephalus alboguttatus là một loài bọ cánh cứng trong họ Cerambycidae.